# Calciatore dell'anno (Romania)
Calciatore romeno dell'anno (Fotbalistul român al anului) è un premio calcistico assegnato dal quotidiano Gazeta Sporturilor al miglior giocatore romeno dell'anno solare.

## Albo d'oro
| Anno | Giocatore         | Squadra              |
| ---- | ----------------- | -------------------- |
| 1966 | Nicolae Dobrin    | Argeș Pitești        |
| 1967 | Nicolae Dobrin    | Argeș Pitești        |
| 1968 | Florea Dumitrache | Dinamo Bucarest      |
| 1969 | Florea Dumitrache | Dinamo Bucarest      |
| 1970 | Cornel Dinu       | Dinamo Bucarest      |
| 1971 | Nicolae Dobrin    | Argeș Pitești        |
| 1972 | Cornel Dinu       | Dinamo Bucarest      |
| 1973 | Ion Dumitru       | Steaua Bucarest      |
| 1974 | Cornel Dinu       | Dinamo Bucarest      |
| 1975 | Ion Dumitru       | Steaua Bucarest      |
| 1976 | Dudu Georgescu    | Dinamo Bucarest      |
| 1977 | Ladislau Bölöni   | Târgu Mureș          |
| 1978 | Narcis Coman      | CS Târgoviște        |
| 1979 | Ștefan Sameș      | Steaua Bucarest      |
| 1980 | Marcel Răducanu   | Steaua Bucarest      |
| 1981 | Ilie Balaci       | Univ. Craiova        |
| 1982 | Ilie Balaci       | Univ. Craiova        |
| 1983 | Ladislau Bölöni   | Târgu Mureș          |
| 1984 | Silviu Lung       | Univ. Craiova        |
| 1985 | Gheorghe Hagi     | Sportul Studențesc   |
| 1986 | Helmuth Duckadam  | Steaua Bucarest      |
| 1987 | Gheorghe Hagi     | Steaua Bucarest      |
| 1988 | Dorin Mateuț      | Dinamo Bucarest      |
| 1989 | Gheorghe Popescu  | Univ. Craiova        |
| 1990 | Gheorghe Popescu  | Univ. Craiova / PSV  |
| 1991 | Gheorghe Popescu  | PSV                  |
| 1992 | Gheorghe Popescu  | PSV                  |
| 1993 | Gheorghe Hagi     | Brescia              |
| 1994 | Gheorghe Hagi     | Brescia / Barcellona |

| Anno | Giocatore          | Squadra                        |
| ---- | ------------------ | ------------------------------ |
| 1995 | Gheorghe Popescu   | Tottenham Hotspur / Barcellona |
| 1996 | Gheorghe Popescu   | Barcellona                     |
| 1997 | Gheorghe Hagi      | Galatasaray                    |
| 1998 | Adrian Ilie        | Valencia                       |
| 1999 | Gheorghe Hagi      | Galatasaray                    |
| 2000 | Gheorghe Hagi      | Galatasaray                    |
| 2001 | Cosmin Contra      | Alavés / Milan                 |
| 2002 | Cristian Chivu     | Ajax                           |
| 2003 | Adrian Mutu        | Parma / Chelsea                |
| 2004 | Ionel Dănciulescu  | Dinamo Bucarest                |
| 2005 | Adrian Mutu        | Juventus                       |
| 2006 | Nicolae Dică       | Steaua Bucarest                |
| 2007 | Adrian Mutu        | Fiorentina                     |
| 2008 | Adrian Mutu        | Fiorentina                     |
| 2009 | Cristian Chivu     | Inter                          |
| 2010 | Cristian Chivu     | Inter                          |
| 2011 | Gabriel Torje      | Dinamo Bucarest / Udinese      |
| 2012 | Raul Rusescu       | Steaua Bucarest                |
| 2013 | Vlad Chiricheș     | Steaua Bucarest                |
| 2014 | Lucian Sânmărtean  | Steaua Bucarest                |
| 2015 | Ciprian Tătărușanu | Fiorentina                     |
| 2016 | Denis Alibec       | Astra Giurgiu                  |
| 2017 | Constantin Budescu | Steaua Bucarest                |
| 2018 | George Țucudean    | CFR Cluj                       |
| 2019 | Ionuț Radu         | Genoa                          |
| 2020 | Dennis Man         | Steaua Bucarest                |
| 2021 | Florin Niță        | Sparta Praga                   |
| 2022 | Nicolae Stanciu    | Wuhan San Zhen                 |
| 2023 | Radu Drăgușin      | Genoa                          |
| 2024 | Dennis Man         | Parma                          |

## Vincitori
- 7 premi
  - Gheorghe Hagi
- 6 premi
  - Gheorghe Popescu
- 4 premi
  - Adrian Mutu
- 3 premi
  - Cristian Eugen Chivu, Cornel Dinu, Nicolae Dobrin
- 2 premi
  - Ilie Balaci, Ladislau Boloni, Florea Dumitrache, Ion Dumitru, Dennis Man
- 1 premio
  - Denis Alibec, Vlad Chiricheș, Narcis Coman, Cosmin Contra, Ionel Dănciulescu, Constantin Nicolae Dică, Radu Drăgușin, Helmuth Duckadam, Dudu Georgescu, Adrian Ilie, Silviu Lung, Dorin Mateuț, Marcel Răducanu, Raul Rusescu, Ștefan Sameș, Lucian Sânmărtean, Ciprian Tătărușanu, Andrei Gabriel Torje, George Țucudean

### Classifica per club
| Pos. | Nome               | Vittorie |
| ---- | ------------------ | -------- |
| 1    | Steaua Bucarest    | 12       |
| 2    | Dinamo Bucarest    | 9        |
| 3    | Univ. Craiova      | 5        |
| 4    | Argeș Pitești      | 3        |
| 4    | Barcellona         | 3        |
| 4    | Fiorentina         | 3        |
| 4    | Galatasaray        | 3        |
| 4    | PSV                | 3        |
| 4    | Parma              | 3        |
| 9    | Brescia            | 2        |
| 9    | Genoa              | 2        |
| 9    | Inter              | 2        |
| 9    | Târgu Mureș        | 2        |
| 13   | Alavés             | 1        |
| 13   | Chelsea            | 1        |
| 13   | Astra Giurgiu      | 1        |
| 13   | Juventus           | 1        |
| 13   | Milan              | 1        |
| 13   | CS Târgoviște      | 1        |
| 13   | Sportul Studențesc | 1        |
| 13   | Tottenham Hotspur  | 1        |
| 13   | Udinese            | 1        |
| 13   | Valencia           | 1        |
| 13   | Cluj               | 1        |

In corsivo i club che hanno avuto un calciatore che, nel corso di un anno solare, ha giocato in un'altra squadra in una diversa stagione calcistica.

### Classifica per campionati di appartenenza
| Pos. | Nome           | Vittorie |
| ---- | -------------- | -------- |
| 1    | Liga I         | 35       |
| 2    | Serie A        | 14       |
| 3    | La Liga        | 7        |
| 4    | Süper Lig      | 3        |
| 4    | Eredivisie     | 3        |
| 6    | Premier League | 2        |